# Summer Nights (альбом Twice)
Summer Nights (с англ. — «Летние ночи») — специальное издание пятого мини-альбома южнокорейской гёрл-группы Twice (What Is Love?). Было выпущено 9 июля 2018 года лейблом JYP Entertainment при поддержке Iriver.

## Предпосылки и релиз
7 июня 2018 года руководство JYP Entertainment подтвердило информацию о камбэке Twice, который назначен на июль; видеоклип был снят в Японии. Позже стало известно, что грядущий релиз, названный Summer Nights, станет переизданием ранее выпущенного пятого мини-альбома What Is Love?. Переиздание включает в себя шесть уже имеющихся песен, а также три новых: «Dance The Night Away», автором которой стал Хвисон, «Chillax» и «Shot Thru the Heart», слова к которой написали японские участницы группы — Момо, Сана и Мина.
Превью-видео новых песен было опубликовано 8 июля. Альбом, как и видеоклип на «Dance The Night Away», были выпущены 9 июля.

## Промоушен
19 июня 2018 года было подтверждено, что Twice появятся на шоу «Комната Айдола». Развлекательная программа стала единственной, которую они посетили в рамках промоушена нового сингла.

## Трек-лист
| №                   | Название               | Текст песни         | Музыка | Аранжировка                                     | Длительность |
| ------------------- | ---------------------- | ------------------- | --- | ----------------------------------------------- | ------------ |
| 1.                  | «Dance the Night Away» | Wheesung            | Dsign Music Jonatan Gusmark & Ludvig Evers a.k.a. Moonshine Moa Anna Carlebecker Forsell a.k.a. Cazzi Opeia Seung-eun Oh Andreas Baertels | Jonatan Gusmark & Ludvig Evers a.k.a. Moonshine | 3:02         |
| 2.                  | «Chillax»              | Galactika           | Lee Woo-min "collapsedone" Valeria Del Prete                                                                                              | Lee Woo-min "collapsedone"                      | 3:07         |
| 3.                  | «Shot Thru the Heart»  | Momo Sana Mina      | David Anthony Eames Sophie White Amy Richardson Mayu Wakisaka                                                                             | David Anthony Eames                             | 3:26         |
| Общая длительность: | Общая длительность:    | Общая длительность: | Общая длительность: | Общая длительность:                             | 9:35         |

## Чарты
| Чарт (2018)                      | Пиковая позиция |
| -------------------------------- | --------------- |
| Japan Hot Albums (Billboard)     | 14              |
| Japanese Albums (Oricon)         | 4               |
| Japanese Digital Albums (Oricon) | 6               |
| South Korean Albums (Gaon)       | 1               |
| Taiwanese Albums (Five Music)    | 1               |
| US World Albums (Billboard)      | 4               |

| Чарт (2018)              | Позиция |
| ------------------------ | ------- |
| Japanese Albums (Oricon) | 55      |

## Сертификация
| Регион                                                       | Сертификация | Продажи  |
| ------------------------------------------------------------ | ------------ | -------- |
| Республика Корея (KMCA)                                      | Платиновый   | 250 000^ |
| * Данные о продажах приведены только на основе сертификации. |              |          |

## Награды и номинации
| Год  | Номинация                   | Категория                       | Результат | Ссылки |
| ---- | --------------------------- | ------------------------------- | --------- | ------ |
| 2019 | 8th Gaon Chart Music Awards | Album of the Year — 3rd Quarter | Номинация | [ 20 ] |